# Lijst van burgemeesters van Aalten
Dit is een lijst van burgemeesters van de Nederlandse gemeente Aalten in de provincie Gelderland.
| Ambtsperiode                       | Naam burgemeester                   | Partij of stroming | Bijzonderheden |
| ---------------------------------- | ----------------------------------- | ------------------ | --- |
| 1811 - 1818                        | Christiaan Casper Stumph            |                    | |
| 1818 - 1861                        | mr Arnoldus Florentinus Roelvink    |                    | vh. burgemeester van Bredevoort |
| 1861 - 1886                        | mr Leonard Roelvink                 |                    | |
| 1886 - 1888                        | J. Hora Adema                       |                    | later burgemeester van Hengelo (Ov.) en Harlingen |
| 1888 - 1895                        | jhr Georg Ludwig Carl Heinrich Baud |                    | |
| 1895 - 1910                        | mr W.C. Tack                        |                    | vh. burgemeester van Kesteren |
| 1910 - 1945                        | A.J.W. Monnik                       | ARP                | 1944 krijgt burgemeester Monnik opdracht er voor te zorgen dat 500 mannen uit Aalten in Zevenaar aanwezig zijn, om ingezet te worden voor het graven van militaire verdedigingswerken. Bij hem en zijn ambtenaren valt dan het besluit te weigeren en met zijn allen onder te duiken. Het bevolkingsregister wordt in veiligheid gebracht. Monnik keerde na bevrijding terug als burgemeester en ging op 1 nov. 1945 met pensioen. |
| 1944 - 1945                        | I.A. de Moor                        | NSB                | vh. burgemeester van Breskens, vandaar met vele andere NSB'ers gevlucht. Vervangt tijdens de onderduikperiode van burgemeester Monnik diens tijdelijk vrijgekomen plaats. |
| 1946 - 1967                        | E.S. van Veen                       | CHU                | vh. burgemeester van Nijeveen |
| 1968 - 1970                        | mr. H.H.H. Haverkamp                | CHU                | vh. burgemeester van Staphorst |
| 1971 - 1975                        | Ruurd Faber                         | ARP                | |
| 1976 - 1988                        | Doeke Bekius                        | ARP / CDA          | vh. burgemeester van Westdongeradeel en daarna vanaf 1966 van Kollumerland en Nieuwkruisland |
| 1988 - 2004                        | Tijme Bouwers                       | CDA                | vh. burgemeester van Ferwerderadeel |
| 2005                               | Pieter van Veen                     | VVD                | waarnemend |
| 2005 - 17 januari 2017             | Bert Berghoef                       | CDA                | [ 1 ] |
| 18 januari 2017 - 19 december 2017 | Arnold Gerritsen                    | D66                | waarnemend |
| 22 december 2017 - heden           | Anton Stapelkamp                    | CU                 | Voorheen burgemeester van Kapelle |